# Šalvěj bílá
Šalvěj bílá (Salvia apiana) je vytrvalý stálezelený polokeř z čeledi hluchavkovitých, pocházející z jihozápadu Spojených států amerických a severozápadního Mexika.  V rámci rodu šalvěj je zařazena do podrodu Audibertia. Ten obsahuje asi 20 druhů původních v Severní Americe, u nichž není vyvinut pákový mechanismus tyčinek; centrum jeho druhové rozmanitosti se nachází v kalifornské provincii a přilehlých pustinách Velké pánve.

## Popis
Šalvěj bílá je polokeř dosahující výšky 1,3 až 1,5 metru a zhruba stejné šířky, s hlubokými a bohatě větvenými kořeny. Listy jsou kopinaté, 4–8 cm dlouhé, porostlé měkkými stříbřitě šedými chlupy a obsahují žlázky s množstvím silic, díky čemuž jsou velmi silně aromatické. V horkém a scuhém létě někdy částečně opadávají nebo se skládají podél střední žilky. Bílé až světle fialové květy s kopinatými listeny jsou v lichopřeslenech dále uspořádaných ve složitých hroznovitých květenstvích a silně přitahují opylovače z řad blanokřídlého hmyzu a motýlů, o čemž svědčí i druhový přívlastek apiana ("včelí"). Plody jsou lesklé, světle hnědé, ve vlhku sliznatějící tvrdky, které dozrávají v pozdním létě. Jde o diploidní druh s počtem chromozómů 2n = 30.

## Ekologie a rozšíření

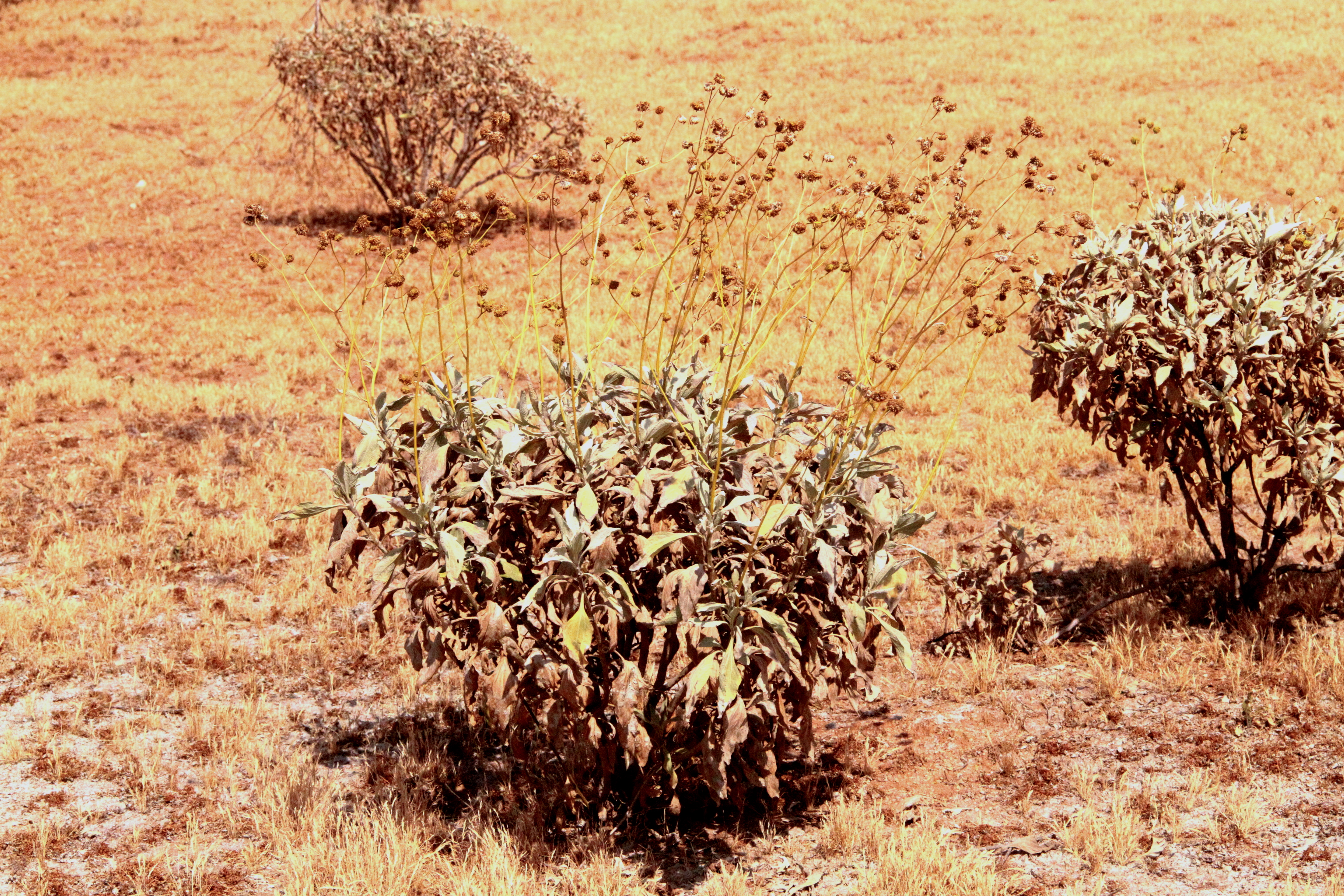
Habitus v přírodě

Vyžaduje dobře odvodněné, suché, propustné půdy a plné oslunění. Vyskytuje se nejčastěji na vysušených slunných svazích v jižní Kalifornii, na štěrkových nánosech a skalách, v xerofilních křovinných biotopech zvaných chaparral a „Coastal Sage Scrub“ nebo v prosluněných hájích borovice těžké, zhruba do nadmořské výšky 1500 m. Roste též v křovinách na okrajích Mohavské a Sonorské pouště. Ve svém areálu se někdy kříží s příbuznými druhy šalvějí, především šalvějí černou (Salvia mellifera) a šalvějí bělolistou (Salvia leucophylla).
Z etnobotanických důvodů je pěstována i mimo svůj původní areál. Rozmnožovat ji lze řízky či semeny. Na živiny není náročná, snese i extrémní sucho, nepřečká ale teploty pod bodem mrazu. Vyžaduje plné slunce a dobře odvodněnou lehkou půdu.

## Využití

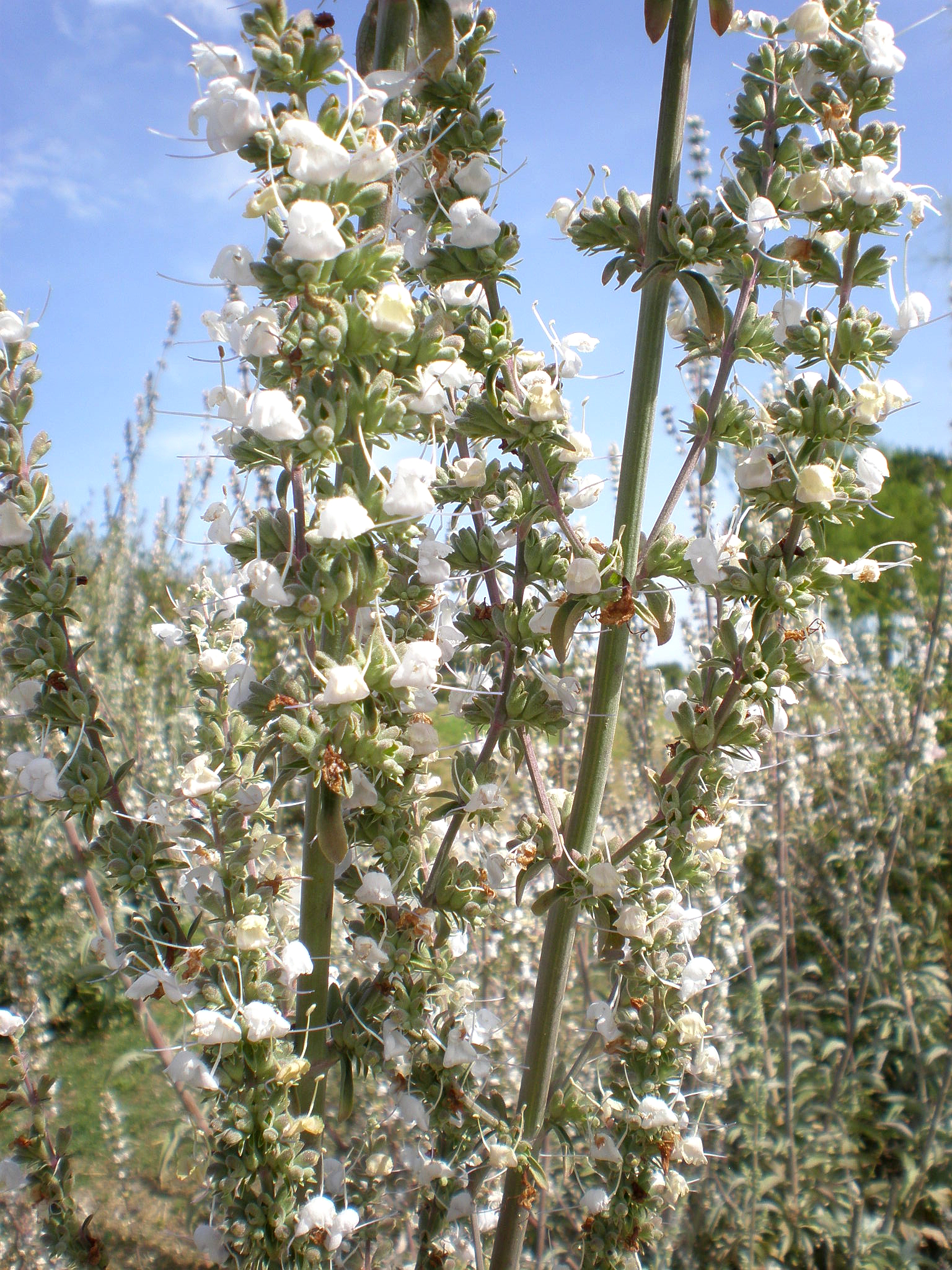
Detail květenství

Šalvěj bílá je hojně využívána domorodými indiánskými kmeny jižní pacifické oblasti. Její jedlá semena tvoří důležitou součást tradičního pokrmu piňole, což je ochucená směs drcených semen využitelná jako základ pro různé kaše, těsta atp. Listy a výhonky byly pojídány, z kořenů se připravoval posilňující odvar pro ženy po porodu. Listy a semena byly využívány pro čištění očí, žvýkání dezinfikuje ústní dutinu. Čaj má antiseptické a antiperspirační účinky, působí jako žaludeční tonikum a snižuje laktaci.
Pálení sušených aromatických listů a vykuřování bílou šalvějí mělo zvláštní význam ve spirituálních tradicích původních kmenů, kde sloužilo především k rituálům očisty lidí a míst, obětování a požehnání, například před zahájením lovu. Značné oblibě se těší též v novodobých duchovních směrech Západu, navazujících na tradice přírodních národů.